# Monadenium
Monadenium é um género botânico pertencente à família Euphorbiaceae.

## Espécies
Constituido por 87 espécies:
| - Monadenium aculeolatum - Monadenium angolense - Monadenium arborescens - Monadenium asperrimum - Monadenium bianoense - Monadenium bodenghieniae - Monadenium canellii - Monadenium cannellii - Monadenium capitatum - Monadenium catenatum - Monadenium chevalieri - Monadenium clarae - Monadenium coccineum - Monadenium crenatum - Monadenium crispum - Monadenium cupricola - Monadenium depauperatum - Monadenium descampsii - Monadenium dilunguense - Monadenium discoideum - Monadenium echinulatum - Monadenium elegans - Monadenium ellenbeckii - Monadenium erubescens - Monadenium fanshawei | - Monadenium filiforme - Monadenium friesii - Monadenium fwambense - Monadenium gillettii - Monadenium gladiatum - Monadenium globosum - Monadenium gossweileri - Monadenium goetzei - Monadenium gracile - Monadenium guentheri - Monadenium hedigerianum - Monadenium herbaceum - Monadenium heteropodum - Monadenium hirsutum - Monadenium intermedium - Monadenium invenustum - Monadenium kaessneri - Monadenium kimberleyanum - Monadenium kundelunguense - Monadenium laeve - Monadenium le - Monadenium letouzeyanum - Monadenium lindenii - Monadenium lugardae - Monadenium lugardiae - Monadenium lunulatum - Monadenium mafingensis - Monadenium magnificum - Monadenium majus | - Monadenium mamfwense - Monadenium montanum - Monadenium nervosum - Monadenium nudicaule - Monadenium orobanchoides - Monadenium parviflorum - Monadenium pedunculatum - Monadenium petiolatum - Monadenium pseudoracemosum - Monadenium pudibundum - Monadenium reflexum - Monadenium renneyi - Monadenium rhizophorum - Monadenium ritchiei - Monadenium rubellum - Monadenium rugosum - Monadenium schaijesii - Monadenium schubei - Monadenium shebeliense - Monadenium simplex - Monadenium spectabile - Monadenium spinescens - Monadenium spinulosum - Monadenium stapelioides - Monadenium stellatum - Monadenium stoloniferum - Monadenium subulifolium - Monadenium succulentum - Monadenium torrei - Monadenium trinerve - Monadenium virgatum - Monadenium yattanum - Monadenium zavattarii |